# المعقبة

تعديل مصدري - تعديل

المعقبة هي إحدى حارات حي المشنة بمدينة إب اليمنية، بلغ تعداد سكانها 3168 نسمة حسب تعداد اليمن لعام 2004.